# An Invisible Sign
An Invisible Sign (no Brasil: Matemática do Amor) é um filme estadunidense de 2010 dirigido por Marilyn Agrelo. É estrelado por Jessica Alba e Chris Messina O filme é baseado no romance An Invisible Sign of My Own de Aimee Bender.

## Sinopse
Mona Gray vive no pequeno mundo de si mesma, salva e sozinha. Seu único conforto está nos números. Mona não consegue parar de fazer contas: ela bate na madeira, soma seus passos e multiplica pessoas no parque. Quando começa a ensinar matemática para o segundo ano, sua vida começa a mudar e ela se depara com um novo mundo assustador e maravilhoso.

## Elenco
- Jessica Alba ... Mona Gray
- Chris Messina ... Ben Smith
- John Shea ... Pai de Mona Gray
- Sônia Braga ... Mãe de Mona Gray
- J. K. Simmons ... Senhor Jones
- Bailee Madison ... Mona Gray (jovem)
- Sophie Nyweide ... Lisa Venus
- Donovan Fowler ... Levan Beeze
- Mackenzie Milone ... Ann DiGanno
- Jake Richard Siciliano ... Elmer Gravlaki
- Emerald-Angel Young ... Rita Williams
- Ian Colletti ... Danny O'Mazzi
- Marylouise Burke ... Senhora Gelband
- Joanna P. Adler ... Mãe de Lisa
- Ashlie Atkinson ... Tia de Lisa

## Lançamento
O filme estreou nos cinemas dos Estados Unidos em 6 de maio de 2011. No Brasil, seu lançamento ocorreu em 19 de maio de 2011.

## Recepção
Jeannette Catsoulis, do jornal The New York Times, escreveu "[...] Interpretando uma quase órfã de mãe, a pequena Sophie Nyweide tem um futuro brilhante [...], por isso talvez não seja nenhuma surpresa que o melhor desempenho do filme venha de uma criança de 10 anos de idade."
Por sua atuação no filme, Bailee Madison recebeu uma indicação ao prêmio de melhor ator em 2011 no Young Artist Award.